# کانا یوکی
کانا یوکی (انگلیسی: Kana Yūki; ۱۰ مارس ۱۹۸۷ – ) صداپیشه اهل ژاپن بود.